# 景东山橙
景东山橙（学名：Melodinus khasianus）是夹竹桃科山橙属的植物。分布于印度以及中国大陆的贵州、云南等地，生长于海拔1,600米至2,900米的地区，多生长于湿润山谷森林林中，目前尚未由人工引种栽培。